# Präsidentschaftswahl in Griechenland 2025
Die Präsidentschaftswahl in Griechenland 2025 fand mit vier Wahlgängen zwischen dem 25. Januar und 12. Februar 2025 statt. Gewählt wurde der griechische Präsident von den 300 Abgeordneten des Griechischen Parlaments. Amtsinhaberin Katerina Sakellaropoulou kandidierte nicht erneut. Am 12. Februar wurde schließlich Konstantinos Tasoulas im vierten Wahlgang zum Präsidenten gewählt.

## Kandidaten
- KKE: 21
- PE: 6
- NA: 11
- SYRIZA: 26
- PASOK: 31
- Unabh.: 23
- ND: 156
- NIKI: 10
- EL: 11
- SP: 5

### Konstantinos Tasoulas
Die mit absoluter Mehrheit regierende Nea Dimokratia bestimmte den bisherigen Parlamentspräsidenten Konstantinos Tasoulas zu ihrem Kandidaten. Er galt als dem rechtskonservativen und nationalistischen Flügel der ND zuzurechnen und als Antikommunist. Dem Parlament gehörte er ab der Wahl 2000 an. Von Juni 2014 bis Januar 2015 war er Kulturminister im Kabinett Andonis Samaras; von 2019 bis 2025 war er schließlich Präsident des griechischen Parlaments.
Tasoulas konnte im Gegensatz zu vergangenen Präsidentschaftskandidaten nicht auf Unterstützung aus der Opposition setzen. Er wurde schließlich am 12. Februar 2025 zum Präsidenten gewählt.

### Louka Katseli
Die linke Synaspismos Rizospastikis Aristeras (Syriza) rief zur Wahl von Louka Katseli auf. Die frühere Politikerin der PASOK war für diese zwischen 2009 und 2011 zunächst als Wirtschafts-, dann als Arbeitsministerin Teil des Kabinetts Papandreou. Die Abgeordneten der Nea Aristera sagten ihr bei der anstehenden Wahl auch ihre Unterstützung zu.

### Tasos Giannitsis
Die sozialdemokratische Panellinio Sosialistiko Kinima ihrerseits stellte Tasos Giannitsis auf. Er war Anfang der 2000er Jahre zunächst Arbeitsminister, kurzzeitig auch Außenminister im Kabinett Konstantinos Simitis III. Zwischen November 2011 und Mai 2012 war er in einer Übergangsregierung im Kabinett Loukas Papadimos Innenminister.

### Kostas Kyriakou
Die orthodox erzkonservative Partei Dimokratiko Patriotiko Kinima - NIKI, die 2023 erstmals ins Parlament einzog, stellte mit dem Juristen Kostas Kyriakou ebenfalls einen eigenen Kandidaten zur Wahl.

## Ergebnis
Da der Kandidat der Nea Dimokratia nicht die Unterstützung einer weiteren Partei erwerben konnte, zeigte sich in den ersten drei Wahlgängen am 25. Januar, 31. Januar und 6. Februar ein gleich bleibender Ausgang, bei dem Tasoulas zwar über eine absolute Mehrheit verfügte, jedoch die notwendigen Mehrheiten von zwei Dritteln beziehungsweise drei Fünfteln der Abgeordneten verpasste. Im vierten Wahlgang, der am 12. Februar ausgetragen wird, reichte eine einfache Mehrheit von 151 Stimmen hingegen aus. Tasoulas wurde daraufhin zum Präsidenten gewählt.
| Kandidat                | Kandidat                | Kandidat                | 1. Wahlgang | 1. Wahlgang | 2. Wahlgang | 2. Wahlgang | 3. Wahlgang | 3. Wahlgang | 4. Wahlgang | 4. Wahlgang |
| Kandidat                | Kandidat                | Kandidat                | Stimmen     | %           | Stimmen     | %           | Stimmen     | %           | Stimmen     | %           |
| ----------------------- | ----------------------- | ----------------------- | ----------- | ----------- | ----------- | ----------- | ----------- | ----------- | ----------- | ----------- |
|                         | Konstantinos Tasoulas   | ND                      | 160         | 53,3 %      | 160         | 53,3 %      | 160         | 53,3 %      | 160         | 53,3 %      |
|                         | Louka Katseli           | SYRIZA                  | 040         | 13,3 %      | 040         | 13,3 %      | 040         | 13,3 %      | 029         | 09,7 %      |
|                         | Tasos Giannitsis        | PASOK                   | 034         | 11,3 %      | 034         | 11,3 %      | 034         | 11,3 %      | 034         | 11,3 %      |
|                         | Kostas Kyriakou         | NIKI                    | 014         | 04,7 %      | 014         | 04,7 %      | 014         | 04,7 %      | 014         | 04,7 %      |
| Enthaltungen / abwesend | Enthaltungen / abwesend | Enthaltungen / abwesend | 052         | 17,3 %      | 052         | 17,3 %      | 052         | 17,3 %      | 063         | 21,0 %      |
| Notwendige Stimmzahl    | Notwendige Stimmzahl    | Notwendige Stimmzahl    | 200         | 66,7 %      | 200         | 66,7 %      | 180         | 60,0 %      | 151         | 50,0 %      |